# ديفيد بليك (ملحن)
ديفيد بليك (بالإنجليزية: David Blake)‏ هو ملحن بريطاني، ولد في 2 سبتمبر 1936.

## وصلات خارجية
- ديفيد بليك على موقع IMDb (الإنجليزية)
- ديفيد بليك على موقع ميوزك برينز (الإنجليزية)